# Первомайский (Ачитский муниципальный округ)
Первомайский — посёлок в Ачитском городском округе Свердловской области. Управляется Корзуновским сельским советом.

## География
Населённый пункт располагается на левом берегу реки Котлогуш в 29 километрах на северо-восток от посёлка городского типа Ачит.

### Часовой пояс
Первомайский, как и вся Свердловская область, находится в часовой зоне МСК+2. Смещение применяемого времени относительно UTC составляет +5:00.

## Население
| 2002 | 2010 | 2021 |
| ---- | ---- | ---- |
| 9    | ↘3   | ↘1   |

## Инфраструктура
В посёлке расположена всего одна улица: Первомайская.